# Supershallo 2
Supershallo 2 (stilizzato come 2upershallo) è il sesto mixtape del rapper italiano Jesto, pubblicato il 30 gennaio 2014.

## Descrizione
A differenza del mixtape precedente, il disco presenta alcuni brani realizzati in collaborazione con altri rapper italiani, quali Briga, Clementino, Jack the Smoker e Hyst.

## Tracce
1. Non faccio il vip – 2:48
2. Ti ricordi di me? – 3:54
3. Nuovo Guè – 3:57
4. Trappo troppo – 3:44
5. Devi essere pazzo (feat. Cane Secco) – 3:49
6. Nessun altro – 3:34
7. No Way (feat. Clementino) – 3:03
8. Ho imparato a volare – 3:24
9. La verità (feat. Jack the Smoker & Sercho) – 5:09
10. Amy Winehouse – 3:39
11. Vorresti fare il rapper? (feat. E-Green & Primo) – 4:15
12. Solo se sei vero (feat. Kiave & Mistaman) – 3:44
13. Rap God – 5:38
14. Attrazione fisica (feat. Fred De Palma) – 3:01
15. Non so mentire (feat. Hyst) – 3:55
16. Medioevo – 3:25
17. Fatti l'uno x l'altra (feat. Briga & Killa Cali) – 4:02
18. R.D.M.A. – 3:55

## Formazione
- Jesto – voce
- Cane Secco – voce aggiuntiva (traccia 5)
- Clementino – voce aggiuntiva (traccia 7)
- Jack the Smoker – voce aggiuntiva (traccia 9)
- Sercho – voce aggiuntiva (traccia 9)
- E-Green – voce aggiuntiva (traccia 11)
- Primo Brown – voce aggiuntiva (traccia 11)
- Kiave – voce aggiuntiva (traccia 12)
- Mistaman – voce aggiuntiva (traccia 12)
- Fred De Palma – voce aggiuntiva (traccia 14)
- Hyst – voce aggiuntiva (traccia 15)
- Briga – voce aggiuntiva (traccia 17)